# Nebuchadnezzar
Nebuchadnezzar je česká strategická videohra z roku 2021. Stojí za ní studio Nepos Games. Hra vyšla 17. února 2021. Jedná se o budovatelskou strategii inspirovanou hrami jako Caesar či Pharaoh.

## Hratelnost
Hra je zasazena do starověké Mezopotámie. Kampaň mapuje historii Mezopotámie v letech 10 000 až 562 před Kristem. Hráč buduje svoji civilizaci a musí zajistit, aby obyvatelé měli k dispozici vše potřebné pro život. Poté, co postaví první domečky, tak musí postavit budovy produkující jídlo. Následně se domečky vylepší. Když pak začne hráč vyrábět keramiku, tak se domečky znovu vylepší a tím se do nich vejde více lidí. Postupnou expanzí pak bobtná logistický řetězec hráče, tudíž by hráč měl pečlivě zvažovat rozvržení budov, aby bylo co nejvíce efektivní a zajistilo, že hráčova civilizace bude fungovat.